# 鷲宮産業団地
鷲宮産業団地（わしみやさんぎょうだんち）は、埼玉県久喜市桜田にある工業団地である。

## 概要
北葛飾郡鷲宮町により1983年（昭和58年）3月に鷲宮産業団地地区の地区計画が決定され、造成・開発がおこなわれ現在に至る。工業団地区域は主として桜田5丁目であり、工業専用街区の面積は約17.0 haである。同時期に弦代公園も造成され、鷲宮産業団地の西部に位置する弦代公園中央部の調節池の水を工業用水として利用している。

## アクセス
- JR宇都宮線（東北本線）「東鷲宮駅」下車、東口より道程約600 m。